# Народна скупштина на Крфу 1918.
Народна скупштина на Крфу је одржана 12. фебруара — 14. априла 1918.

## На Крфу 1918.
Заузимањем Кајмакчалана и Битоља завршен је први део офанзивних борби српске и савезничке војске на Солунском фронту, a после тога времена наступиле су позицијске борбе које су, са малим прекидима, трајале све до пробоја Солунског фронта. Народна скупштина за све то време састала се само једанпут, на двомесечно заседање. Коалициони кабинет Николе Пашића поднео је 10. јуна 1917. оставку услед неспоразума који је између странака коалиције наступио ради извесних унутрашњо-политичких питања. Образована је, иза тога, хомогена радикална влада, којој је на чело стао поново Никола Пашић. Са неким личним изменама тај кабинет остао је на влади све до 14. фебруара 1918, када је Пашић дао оставку целог кабинета, у циљу да се испита могућност образовања једне коалиционе владе. Пашићев кабинет ослањао се, дакле, једино на радикалну већину у Народној скупштини премда између владине већине и опозиције није било размимоилажења у гледиштима на спољну политику пред којом су, у тим тренуцима, била у позадину потискивана сва друга питања.
Настављајући 12. фебруара 1918. рад на Крфу, Народна скупштина није сазивана никаквим посебним Краљевским указом: тога дана одржала је она свој 69 редовни састанак ванредног сазива сазваног чим је 1914. године избио рат. Први посао на тој седници био је да се расправи питање председника Народне скупштине Андре Николића који је био дуже времена болешљив и од Скупштине тражио да му одобри одсуство стављајући, у исто време, и свој положај на расположење за случај да Народна скупштина нађе да јој је председник преко потребан. Око тога питања развила се дуга дискусија у којој је учествовао велики број народних посланика и чланова владе. Један део народних посланика стао је на гледиште да председнику Народне скупштине треба одобрити одсуство и као народном посланику и као председнику Народне скупштине ради тога што је стварно болестан; други су сматрали да се председнику Народне скупштине, као посланику, може дати тражено одсуство, али је незгодно давати неодређено одсуство председнику Народне скупштине који треба да репрезентује ту установу и да одржава сталан контакт са владом и народним посланицима који имају своје Уставом загарантоване функције. Посланик Милан Марјановић налазио је, на пр. да „кад је потребно да сваки буде на својој позицији, када се у болницама ни болесници не задржавају довољно да се излече, већ недовољно залечени враћају се у ровове, онда и народни посланици морају бити на свом месту све док имају душе у подгрлцу." Напослетку, и после интервенције председника владе Николе Пашића који је изјавио у име одсутног председника Народне скупштине Андре Николића да треба уважити оставку, донесена је одлука да се оставка уважи и изврши избор новог председника. Сем тога је и I потпредседник Народне скупштине Милован Лазаревић поднео мотивисану оставку, у знак протеста, ради једног сукоба који је имао са министром унутрашњих послова и министром војске, којом приликом министри нису узели у заштиту потпредседника Народне скупштине пред клеветама својих органа. Оставка Милована Лазаревића такође је уважена, па је од тога часа седницама руководио II потпредседник Ђока Брачинац, једини преостали члан скупштииског председништва.
14. фебруара 1918. извршен је накнадни избор председника и првог потпредседника. За председника Скупштине, том приликом, изабран је Ђока Брачинац, дотадашњи други потпредседник. Како је тим избором остало упражњено и место II потпредседника Народне скупштине, приступило се избору оба потпредседника. За време од три узастопна гласања Скупштана није имала кворума, па је тек после образовања нове Пашићеве владе за првог потпредседника изабран Урош Ломовић, a за другог потпредседника Љубомир Јовановић (Лаповац).
14. фебруара влада Николе Пашића поднела је оставку услед чега је наступила дуготрајна криза. Чињени су разни покушаји да се образује нова коалициона влада слична оној која је образована 1914. у Нишу, али се у томе није успело иако су све странке, с обзиром на истоветно гледање на спољно-политичка питања, истицале потребу концентрације. Криза је решена на тај начин што је поново образована влада Николе Пашића углавном са истим личностима и са ослонцем на посланике Радикалне странке у Народној скупштини.
За време те кризе Народна скупштина није радила и она се састала 14. марта 1918. да саслуша декларацију владе Николе Пашића. У исто време у Народној скупштини формиран је блок свих опозиционих странака у име кога је Милорад Драшковић дао изјаву:
. .. да је влада, пре непун месец дана, дала оставку зато што приликом првог покушаја конституисања није имала већину, a да сада, у истом саставу, излази пред Народну скупштину са том истом недовољном већином. Влада је образована и противно парламентарним начелима и противно очекивању свега нашег и пријатељског света. .. Интереси земље налагали су да се не само успостави заједница у влади прекинута у половини прошле године, него још прошири и на остале струје и мишљења у народу, заступљена у Народној скупштини. Удружене опозиционе странке изјављују своје јавно жаљење што су осујећени њихови напори у томе правцу... Нико колико Србија нема потребу у тесној солидарности и уједињеној акцији свих њених снага, и ничији интереси не могу бити тако тешко погођени разједињеношћу и партијском злоупотребом власти.
Странке опозиционог блока изражавале су и своје жаљење што није прихваћена њихова иницијатива за споразумно конституисање Народне скупштине.
Никола Пашић одговорио је пред Народном скупштином на ову изјаву да је влада дала оставку зато да би странкама у Народној скупштини дала могућност да се споразумеју, како би се нашла могућност да се образује коалициони кабинет. Нажалост, тај споразум није се могао постићи јер су се поред стварних тешкоћа приликом испитивања тих могућности појавиле и личне тешкоће. Кад споразум није био постигнут:
. .. Круна је постављена била у положај да бира између већине и мањине, кад је искључена могућност да апелира на народ и да спор пресуди новим избором народних посланика.
Поверен је мандат скупштинској већини, држећи се строго парламентарних начела.
.. -Другога парламентарног излаза из тешкоћа које су створене непопуштањем странака није било. Према томе Радикална странка није узурпирала власт, него је примила власт да спасе парламентарни режим, у уверењу, да ће се ипак доћи до споразума странака кад свака странка изјављује да интереси Србије, интереси парламентарности, и интереси наших пријатеља захтевају, да странке оставе на страну све друге обзире, и да сложно заједнички помогну народу Српском у овој критичној ситуацији.
17. марта 1918. Никола Пашић поднео је експозе Народној скупштини поводом кога се развила дуга и значајна политичка дебата. Цртајући положај Србије као и положај Савезника, догађаје који су се одиграли у Русији после извршене револуције, и узајамне односе Савезника, подвукао је значај аустро-немачке пропаганде и нагласио потребу великог опреза према тој пропаганди која се врши систематски и на сваком кораку, у циљу да између Савезника и Србије, и Савезника појединачно, изазове раздор и расуло.
. .. Српски народ је стајао верно уз своје Савезнике, који лију своју племениту крв за слабе и нејаке народе, и он ће и даље неодступно стајати уз њих... Он је до сада дао све, што је имао, и што је могао дати. Сад остаје да и даље са снагом којом располаже, верно стоји уз своје Савезнике; да се и убудуће непоколебиво и тврдо држи, и да никада не испушта из вида да је Аустро-Угарска изазвала овај страшни рат да Србију уништи; да му, према томе, непријатељи, ма како да се претварају, не могу бити већи пријатељи од наших Савезника који су устали да и себе бране од немачког освојења и да извојују равноправност свих народа. Наши Савезници неминовно ће доћи до уверења, да народи у Аустро-Угарској не могу бити слободни, нити се тај мир може осигурати све дотле, догод ти народи живе у хабсбуршкој држави, која је од тих, некада слободних, народа направила немачко-мађарско робље, спречила њихов развитак и потчинила их сталној германо-мађарској експлоатацији и тиранији... Германизам је ударио на српску земљу, надирући ка Истоку и само слободна и уједињена Држава Србо-Хрвата и Словенаца, у тесном пријатељству са Италијом, може затворити пут томе германском надирању ка Истоку и Јадранском Мору, и допринети утврђивању праведног и трајног светског мира... Ми не тражимо туђе земље; ми тражимо само оно што је наше; тражимо да се укине ропство народности, као што је укинуто ропство личности, „ми тражимо једнакост великих и малих народа, слободу и братство свих народности, тражимо трајни мир за све народе; тражимо оно што мора доћи доцније, после поновног крвопролића, ако не дође сад; јер ми тражимо оно што је скопчано с развитком културе и човечанства, тражимо слободну, уједињену Југославију, повраћај Елзаса и Лорена Француској, васпостављање независне Белгије, васпостављање уједињене Чешке и уједињене Пољске Краљевине које су интриге и германске силе разрушиле, тражимо присаједињење Италијана Италији, Румуна Румунији, и Грка Грчкој, што све даје највеће и најчвршће гарантије за будући праведан и стални међународни мир и за напредак светске цивилизације... То су циљеви рата наших Савезника и нас. Они су основани на слободи и једнакости великих и малих народа, на правди и принципу народног самоопределења. Ти су циљеви хумани, узвишени и праведни, и у њима се оличава живот и развитак целокупне културе; они садрже у себи оне узвишене идеале који потичу из душе и осећања моралности и појединаца и народа, и који морају победити грубу силу извесних застарелих држава као што су прошлога века победили грубу силу личности.
Дискусија о овој декларацији трајала је преко обичаја дуго јер је Народна скупштина желела да исцрпно дискутује положај у коме се Србија налазила у то време. Исцрпност дискусије налагала је влади мере опреза, па је одржано неколико тајних скупштинских седница, на којима је председник владе Никола Пашић давао Народној скупштини и таква обавештења која није било могуће дати у јавној седници. Међупартијска заоштреност за све то време није попуштала, тако да је Скупштина неколико пута остајала без кворума услед тога што су поједине групе опозиције напуштале седницу. Напослетку је декларација владе примљена већином гласова (55:42) па је завршена и та дискусија после које је Скупштина прешла на редовне послове.
И у току овога периода рада Народна скупштина расправљала је велики број интерпелација. Само на министра председника и министра иностраних послова Николу Пашића било је упућено 49 интерпелација, a на све остале чланове кабинета 21. Највећи број интерпелација односио се на пропаст 27.000 регрута приликом повлачења кроз Албанију. Te интерпелације расправљане су у току неколико седница па је делом у њима, a делом за време дебате у посланичким одговорима и у извештајима министара и председника владе Николе Пашића, изнесено врло много материјала коме је био циљ да расветли ту велику трагедију. Једногласном одлуком Народне скупштине било је решено да једна нарочита парламентарна анкета од девет чланова испита све појединости тога случаја на основу докумената и саслушања и да, по томе, поднесе извештај Скупштини. Велики број интерпелација поднесен је и ради тешког стања народа који је остао у окупираној Србији па су и интерпеланти и влада износили многобројне примере убиства, злостављања и свих могућих шикана. Народна скупштина нарочиту пажњу полагала је на то да се народу који је остао у Србији шаље редовна помоћ из кредита које је Народна скупштина одобравала. Интерпелације о спољној политици владе биле су такође многобројне, и оне су се углавном односиле на питање да ли је Србија везана уз своје Савезнике каквим уговором или није. Сем тога подношене су и интерпелације и питања да ли је влада предузела мере и какве за случај повратка у земљу, у циљу да се напаћеном народу помогне материјално. У току 1918. у Србији догодиле су се побуне становништва којом приликом је непријатељска војска поступала на врло крвав начин. Обавештена о тим догађајима, Народна скупштина обратила им је пуну пажњу. Жалећи што страни цивилизовани свет није довољно упознат са тим зверствима које је вршио непријатељ, Народна скупштина оставила је да се том ствари забави поново по ослобођењу земље када 
...за наш живаљ постане безопасно изнети сву истину и предати вечноме проклетству хуманог света варварства почињена над женама и децом без одбране.
Током ранијег рада Скупштина је изабрала три стална парламентарна одбора са одређеним циљевима. Средишни одбор народних посланика за помоћ невољнима у рату, изабран у почетку заседања 1914. у Нишу, имао је дужност да организује рад око давања помоћи невољнима и да о томе раду води сталну контролу. Тај одбор је у одређеним роковима подносио Народној скупштини своје извештаје и она их је примала на знање. Дужност другог Парламентарног одбора била је да, према закону о накнадном кредиту у износу од 200 милиона динара, контролише трошеше тога кредита и прегледа војне набавке, изузев набавке муниције и оружја. Његове је извештаје Скупштина такође примила и одобравала. Трећем одбору стављено је у дужност да даје иницијативу, савете и одржава контролу над владом, уколико се тај рад односи на бригу о снабдевању земље робом, привредно опорављање земље и на набавку саобраћајних средстава. Тај одбор имао је 20 чланова a његова је мисија, дакле, била углавном у томе да припреми оно што буде најнужније за тренутак када се војска врати у земљу.
Једна нарочито изабрана скупштинска делегација од 14 народних посланика заступала је Народну скупштину на Конгресу потиштених народности под Аустро-Угарском, a Крфска декларација, склопљена између Српске владе и Југословенског одбора, као и рад Југословенског одбора били су сталан предмет расправљања у Народној скупштини.
Предлог закона о накнадном кредиту у износу од 250 милиона динара, о коме се расправљало на неколико узастопних седница, довео је до врло заоштрених односа између група Удружене опозиције и владине већине.
Удружена опозиција налазила је да се једној хомогеној влади каква је била Пашићева не може дати тако огроман кредит јер постоје могућности да он не буде употребљен онако како га је та влада мотивисала. Влада, са своје стране, доказивала је да је тај накнадни кредит неопходно нужан за правилно и благовремено покривање државних обавеза и да странке удружене опозиције, не одобравајући тај кредит, доводе земљу у један незгодан положај. У тренутку када се прешло на дефинитивно изгласавање тога предлога, све групе парламентарне опозиције напустиле су скупштинску седницу, па је за предлог закона о накнадним кредитима гласало свега 53 народних посланика, припадника Народне радикалне странке. Како је тај број био недовољан јер није било кворума, предлог закона о ванредном кредиту остао је нерешен, и он је на поновно решење поднесен Народној скупштини приликом њезиног заседања у ослобођеном Београду.
14. априла 1918. одржана је последња седница Народне скупштине на Крфу. Како су групе Удружене опозиције напустиле рад у Народној скупштини, а није било могућности да се парламентарна криза и међустраначки односи реше новим апелом на бирачко тело, Скупштина више и није сазивана све до њена повратка у ослобођену земљу. За време другог заседања на Крфу Народној скупштини поднесени су само предлог закона о ништавности извршених располагања добрима, уступљеним правима, обезбеђењима и хипотекама, пресуђењима и извршењима на територији Краљевине Србије за време окупације од стране Аустро-Угарске и Бугарске и предлог закона о мерама за обнову народне привреде. Ни један од тих закона које је поднела влада није био решен, a исто тако остало је без решења и неколико законских предлога које су Народној скупштини поднели поједини народни посланици.

## Повратак у Отаџбину
Током лета које је настало вршене су потребне припреме за офанзиву која је требало да се изврши на јесен. У првој половини месеца септембра све те припреме углавном су биле завршене. Пробој Солунског фронта, отпочет 14. септембра, довео је до потпуног слома бугарских, немачких и аустријских армија. У једном јединственом налету српска и савезничка војска је отворила пут за повратак у Отаџбину, a мало затим окончан је и крвави светски рат. Народни посланици вратили су се у Отаџбину већином преко Дубровника. Кад се у Београду прикупио довољан број народних посланика Скупштина је наставила рад у престоници уједињене Краљевине Срба, Хрвата и Словенаца.